# Takashi Odawara
Takashi Odawara (japanisch 小田原 貴 Odawara Takashi; * 3. Dezember 1992 in der Präfektur Tokio) ist ein japanischer Fußballspieler.

## Karriere
Takashi Odawara erlernte das Fußballspielen in der Universitätsmannschaft der Landwirtschaftsuniversität in Tokio. Seinen ersten Vertrag unterschrieb er am 1. Januar 2015 auf den Philippinen beim JPV Marikina FC. Der Verein aus Marikina spielte in der ersten Liga, der damaligen United Football League. Die Saison 2018 stand er beim Erstligisten Davao Aguilas in Tagum unter Vertrag. Mit dem Verein feierte er am Ende der Saison die Vizemeisterschaft. Nach Saisonende gab der Verein bekannt, dass man sich aus der Liga zurückzieht. Von Januar 2019 bis Juli 2019 war er vertrags- und vereinslos. Der Erstligist Ceres-Negros FC, der heutige United City FC, nahm ihn am 2. August 2019 unter Vertrag. 2020 feierte er mit dem Klub Meisterschaft. Im Februar 2021 zog es ihn auf die Malediven, wo er einen Vertrag beim Erstligisten Maziya S&RC in Malé unterschrieb. Nach einem Jahr ging er nach Kambodscha. Hier unterschrieb er in Svay Rieng einen Vertrag beim Erstligistgen Preah Khan Reach Svay Rieng. 2024 und 2025 feierte er mit dem Verein die kambodschanische Meisterschaft. Am 28. April 2024 stand er mit Klub im Finale des Hun Sen Cup. Hier gewann man gegen den Erstligisten Phnom Penh Crown mit 1:0.

## Erfolge
United City FC
- Philippinischer Meister: 2020

Preah Khan Reach Svay Rieng
- Kambodschanischer Meister: 2023/24, 2024/25
- Kambodschanischer Pokalsieger: 2023/24